# Eagle Lake (Texas)
Eagle Lake è un centro abitato degli Stati Uniti d'America, situato nella contea di Colorado dello Stato del Texas.
È sede di un campo da golf, del più grande lago privato in Texas, e dell'aeroporto regionale di Eagle Lake. Il lago, con campi di riso adiacenti, attrae una grande varietà di uccelli migratori. La città è conosciuta anche come la "Goose Hunting Capital of the World" e confina con una riserva naturale.

## Geografia fisica
Eagle Lake è situata a 29°35′16″N 96°19′48″W.
Secondo lo United States Census Bureau, ha un'area totale di 2,7 miglia quadrate (7,0 km²).
Si trova circa 60 miglia (97 chilometri) ad ovest di Houston.

## Società

### Evoluzione demografica
Secondo il censimento del 2000, c'erano 3.664 persone, 1.296 nuclei familiari e 935 famiglie residenti nella città. La densità di popolazione era di 1.344,6 persone per miglio quadrato (520,1/km²). C'erano 1.500 unità abitative a una densità media di 550,5 per miglio quadrato (212,9/km²). La composizione etnica della città era formata dal 52,78% di bianchi, il 23,39% di afroamericani, lo 0,66% di nativi americani, lo 0,03% di isolani del Pacifico, il 20,47% di altre razze, e il 2,67% di due o più etnie. Ispanici o latinos di qualunque razza erano il 44,21% della popolazione.
C'erano 1.296 nuclei familiari di cui il 36,3% aveva figli di età inferiore ai 18 anni, il 52,0% erano coppie sposate conviventi, il 16,5% aveva un capofamiglia femmina senza marito, e il 27,8% erano non-famiglie. Il 23,8% di tutti i nuclei familiari erano individuali e l'11,5% aveva componenti con un'età di 65 anni o più che vivevano da soli. Il numero di componenti medio di un nucleo familiare era di 2,78 e quello di una famiglia era di 3,31.
La popolazione era composta dal 29,9% di persone sotto i 18 anni, il 9,2% di persone dai 18 ai 24 anni, il 25,0% di persone dai 25 ai 44 anni, il 22,0% di persone dai 45 ai 64 anni, e il 13,9% di persone di 65 anni o più. L'età media era di 34 anni. Per ogni 100 femmine c'erano 95,9 maschi. Per ogni 100 femmine dai 18 anni in giù, c'erano 91,9 maschi.
La popolazione era di 3.758 al censimento del 2010.

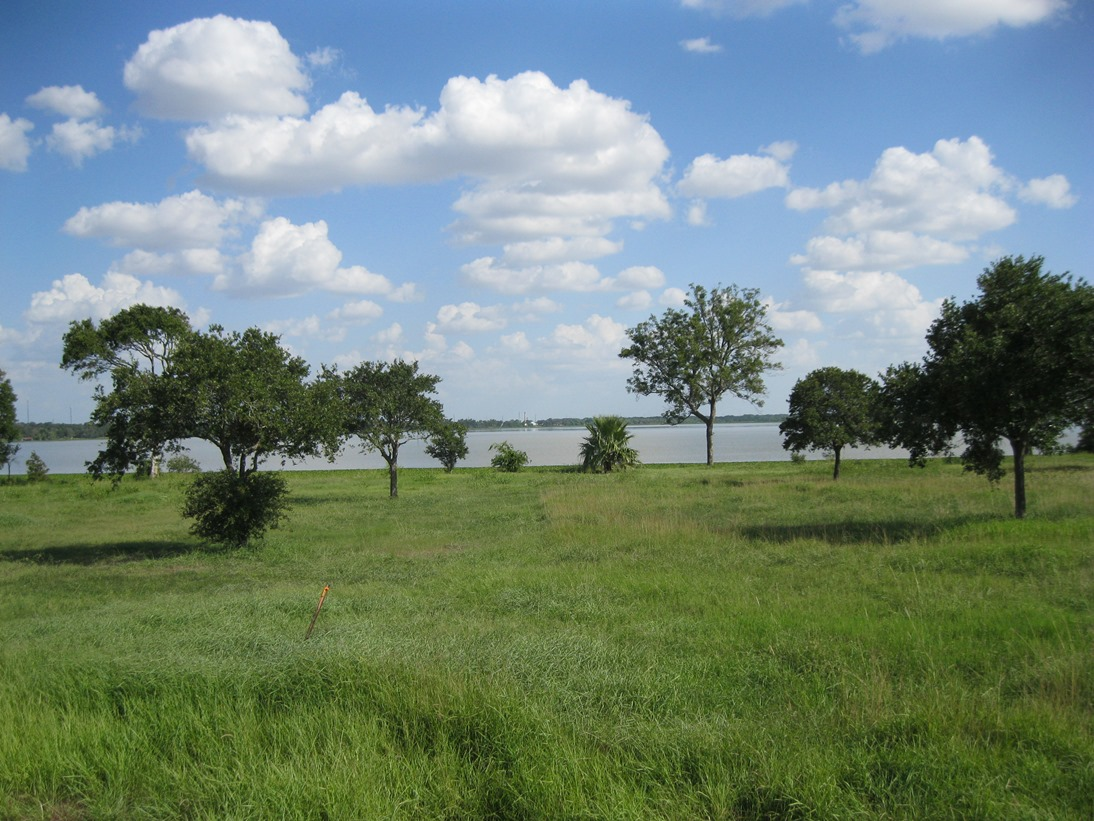
Il lago visto nord
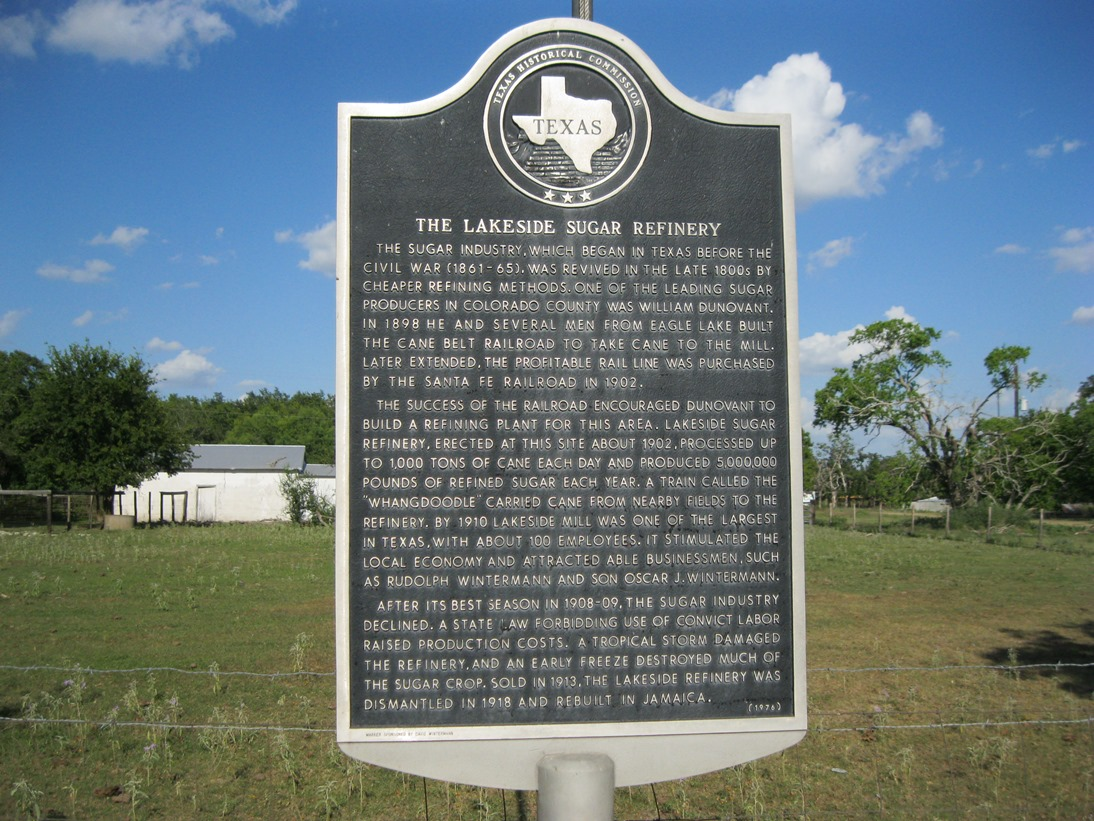
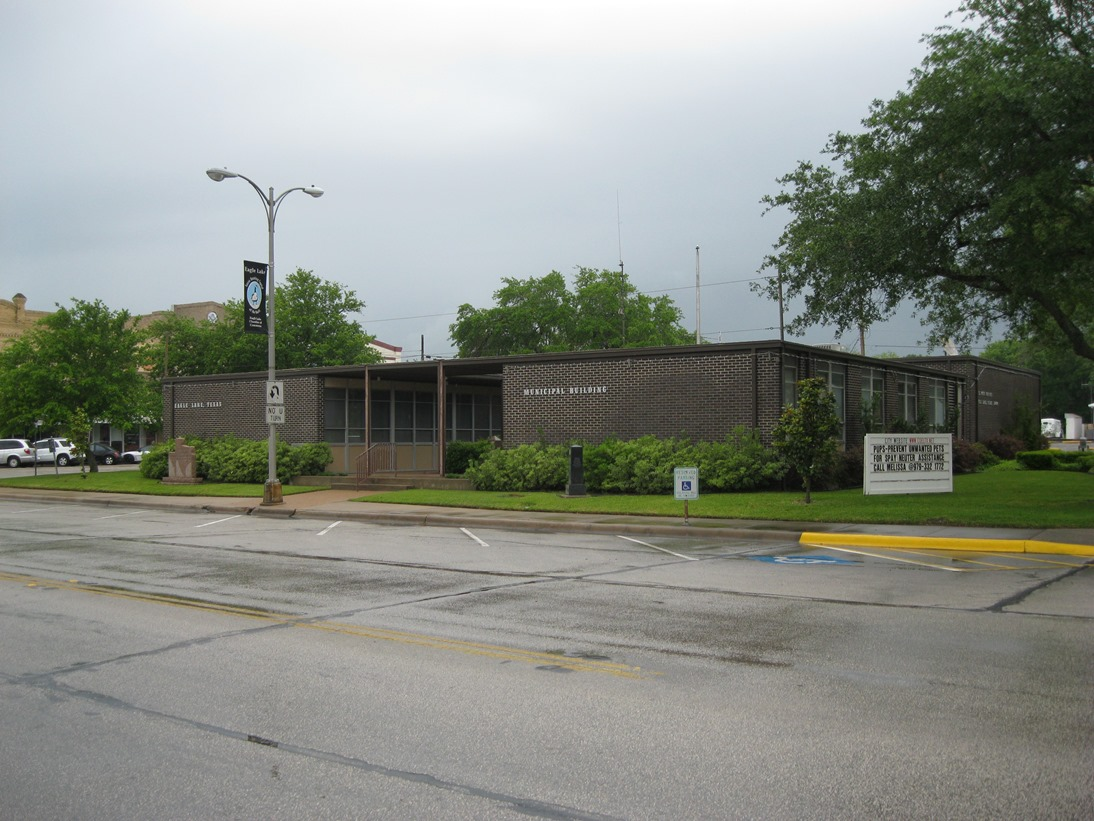
Edificio comunale sulla FM 102 nel centro della città
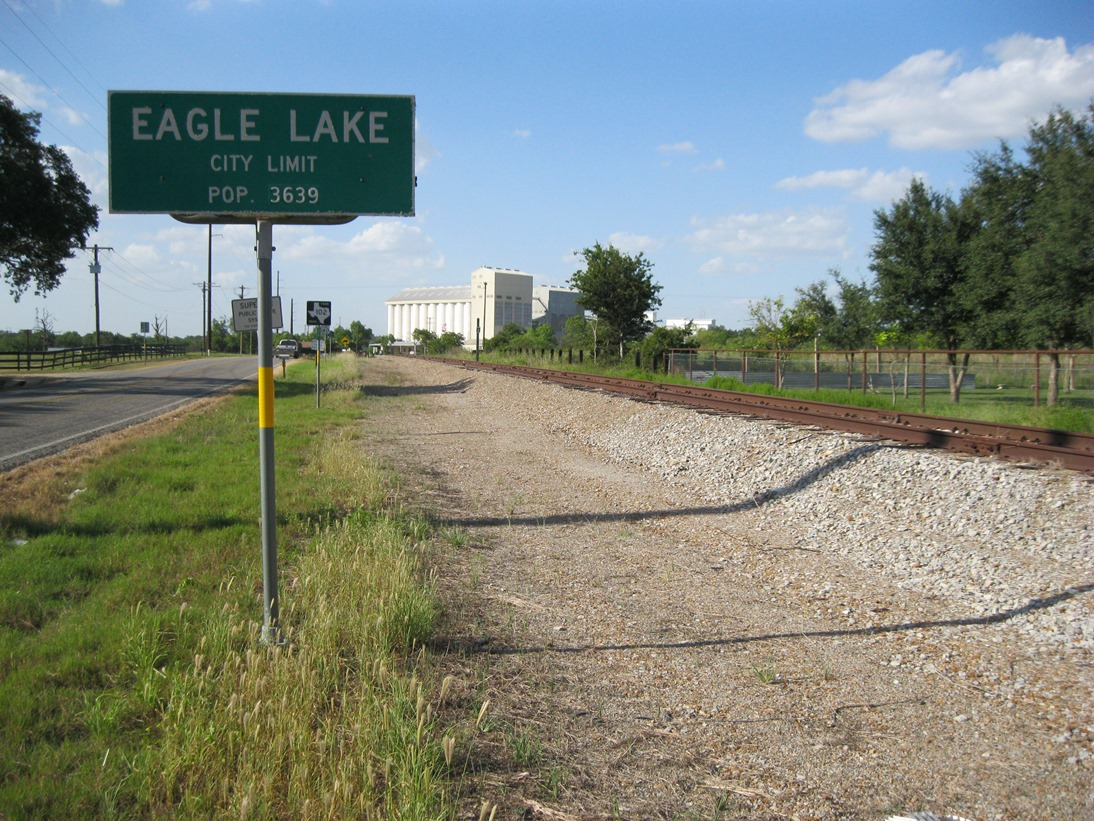
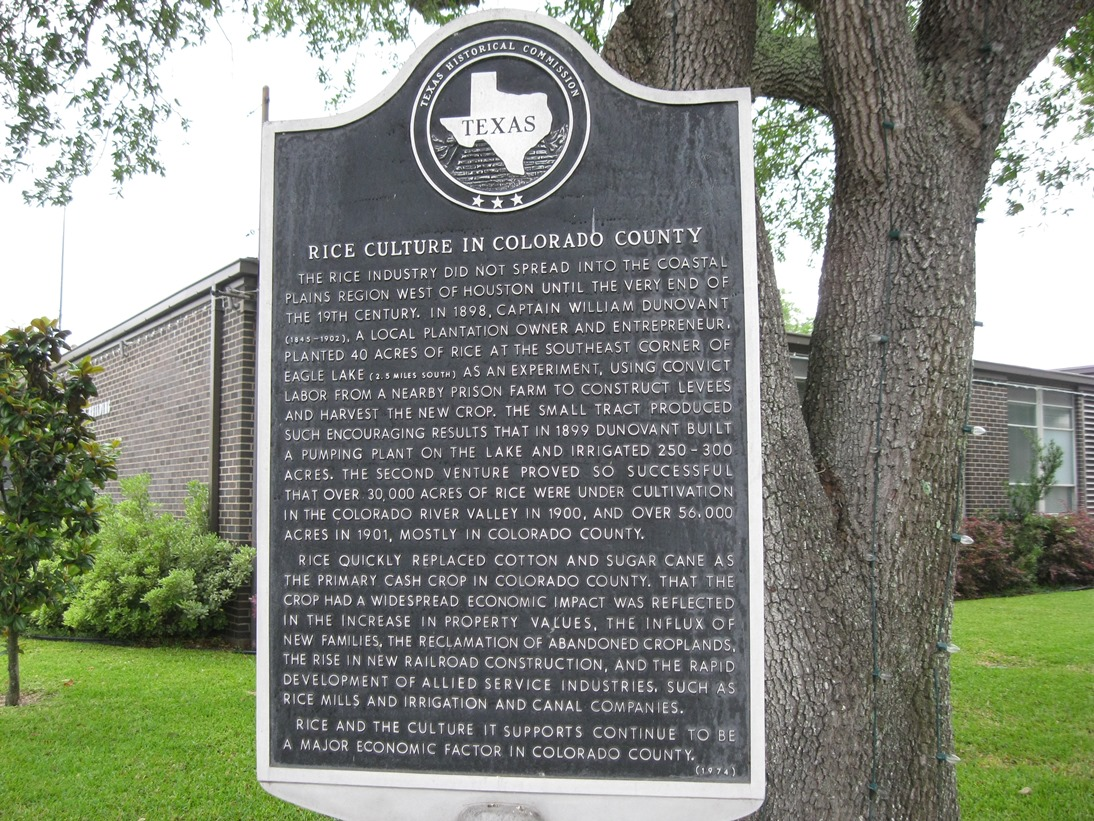
Indicatore storico spiega la coltivazione del riso di Eagle Lake
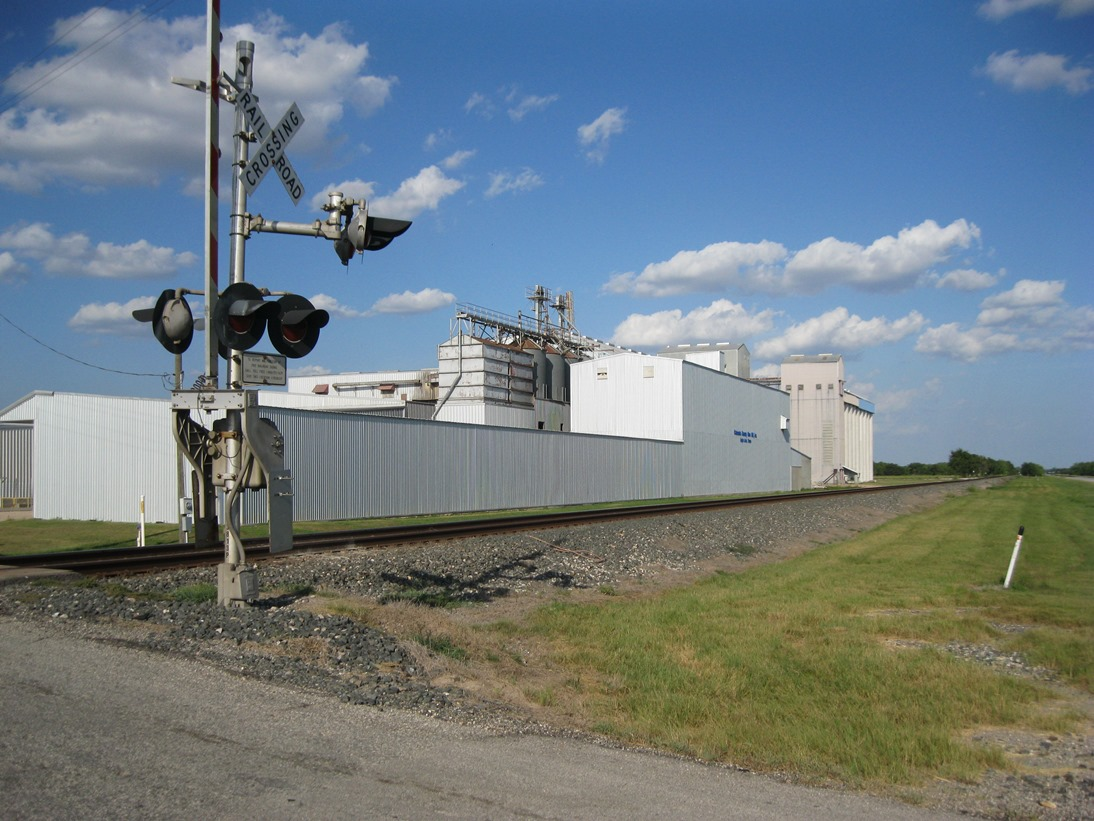
Campo di riso